# Biblioteka prywatna

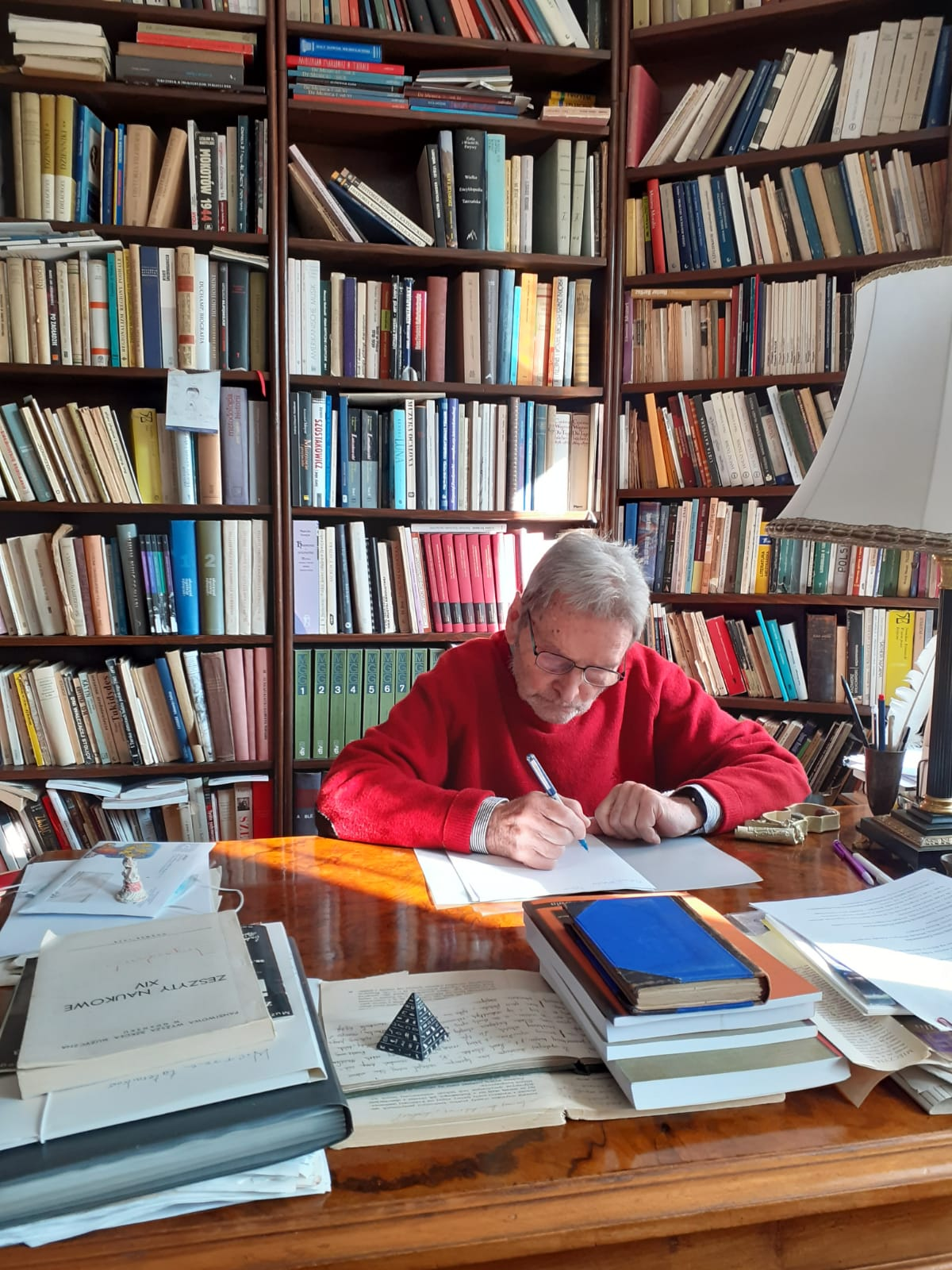
Muzykolog Władysław Malinowski w swojej bibliotece

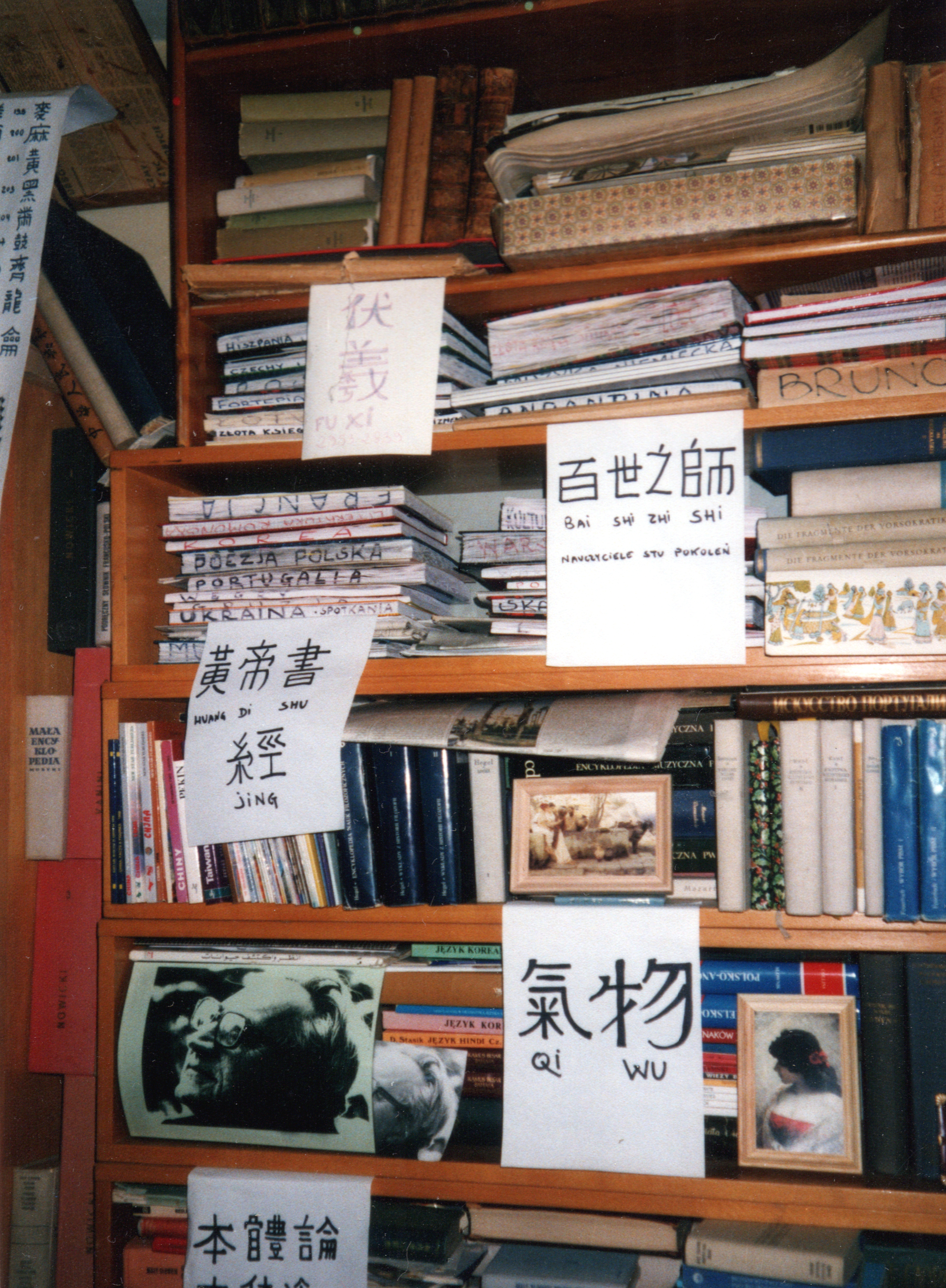
Fragment prywatnej biblioteki filozofa i wolnomyśliciela Andrzeja Nowickiego

Biblioteka prywatna – pojęcie o dwóch znaczeniach: zbiór książek osoby prywatnej, nieprzeznaczony do wypożyczania i prezentowania albo biblioteka prowadzona przez osoby i organizacje inne niż instytucje publiczne (samorządy, instytucje naukowe, uczelnie wyższe).

## Biblioteka prywatna jako zbiory książek
Potocznie biblioteką prywatną nazywa się zbiór książek, gier, czasopism i gazet, map i innych publikacji. Zbiory te są gromadzone przez osoby prywatne w celu hobbystycznym i nie są udostępniane innym osobom, ani w formie wypożyczeń, ani nie są prezentowane na miejscu (nie są prowadzone żadne czytelnie).
Można spotkać się z relacjami dotyczącymi ogromnych prywatnych zbiorów, nazywanych prywatnymi bibliotekami. Polska stacja radiowa „Polskie Radio” 18 września 2017 roku w ramach audycji „Reportaż w Trójce” wyemitowała reportaż Eweliny Karpacz-Oboładze o tytule: „Biblioteka niepubliczna”. W reportażu poruszono temat prywatnych zbiorów Michała Pabiana - dramaturga i językoznawcy, który nazywa swoją kolekcję książek „niepubliczną biblioteką”.. Na portalu „lubimyczytac.pl” są wymienione znane prywatne biblioteki. Wymieniono między innymi zbiory: Karla Lagerfelda: (300 000 książek), G. Lucasa (ponad 27 000 książek), Michaela Jacksona (ponad 10 000 książek), Ernesta Hemingwaya (ponad 9 000 książek), Thomasa Jeffersona (6 487 książek).

## Biblioteki prowadzone przez osoby prywatne
Ustawa z dnia 27 czerwca 1997 roku o bibliotekach w rozdziale 5 (paragrafy 18-20a) nakłada na samorządy obowiązek prowadzenia bibliotek publicznych. Gminy mają prowadzić co najmniej jedną gminną bibliotekę publiczną, powiaty co najmniej jedną powiatową bibliotekę publiczną, samorządy wojewódzkie co najmniej jedną wojewódzką bibliotekę publiczną. Każdy samorząd może prowadzić większą liczbę bibliotek publicznych. Działalność wyżej wymienionych bibliotek jest finansowana przez samorządy, które je prowadzą. Darmowy dostęp do bibliotek publicznych mają wszyscy.
Oprócz tego ustawa o bibliotekach wprowadza podział bibliotek na:
- biblioteki naukowe w rozdziale 6 w artykule 21 (Biblioteka Narodowa, biblioteki prowadzone przez uczelnie wyższe, biblioteki prowadzone przez Państwową Akademię Nauk (PAN), biblioteki, których organizatorami są jednostki badawczo-rozwojowe i inne biblioteki zakwalifikowane przez rozporządzenie Ministra właściwego do spraw kultury i ochrony dziedzictwa narodowego jako biblioteki naukowe i wpisane do wykazu bibliotek naukowych),
- biblioteki szkolne i pedagogiczne w rozdziale 7 artykule 22,
- biblioteki fachowe i zakładowe w rozdziale 8 w artykułach 23 i 24,
- biblioteki, które mają obsługiwać specjalne grupy użytkowników w rozdziale 9 w artykułach 25 i 26 (m.in. Biblioteka Niewidomych).

Biblioteki naukowe, szkolne i pedagogiczne, fachowe i zakładowe oraz biblioteki obsługujące specjalne grupy użytkowników są prowadzone przez kompetentne instytucje i ich działalność jest finansowana przez te instytucje. Darmowy dostęp do tych bibliotek mają wszystkie osoby należące do grup, dla których biblioteka została przeznaczona.
Ustawa o bibliotekach w rozdziale 3 („Organizacja bibliotek”) w artykule 8, w punkcie 3, stwierdza, że organizatorami bibliotek mogą być osoby fizyczne, osoby prawne, osoby organizacyjne nieposiadające osobowości prawnej. Oznacza to, że bibliotekę mogą założyć osoby fizyczne, organizacje, stowarzyszenia, fundacje. W artykule 9 ustawa o bibliotekach określa obowiązki każdego organizatora biblioteki, który jest zobowiązany do zapewnienia lokalu, zadbać o finansowanie biblioteki oraz zapewnić ewentualnym pracownikom biblioteki stosowne szkolenia i rozwój zawodowy. Biblioteki prowadzone przez osoby wymienione w artykule 8, punkcie 3 ustawy o bibliotekach (osoby fizyczne, osoby prawne i jednostki organizacyjne nie mające osobowości prawnej) mogą pobierać opłaty za udostępnianie swoich zbiorów.